# Štěnice
Štěnice (Cimex) je rod polokřídlého hmyzu. Jedná se o parazity, specializované na různé druhy živočichů. Je to noční živočich. Živí se krví teplokrevných živočichů. Hostitele napadá v noci, vyhledává ho po čichu.
Na člověku parazituje štěnice postelní, někdy též uváděná jako „domácí“.

## Evoluce
Vědci se dlouhou dobu domnívali, že štěnice se vyvinuly spolu se svými původními hostiteli – netopýry a jinými letouny – v době před asi 60 až 50 miliony let (paleocén až eocén). Novější výzkumy však naznačují, že tito ektoparazité vznikli již zhruba o 50 milionů let dříve, tedy v době druhohor (konkrétně v období přelomu spodní a svrchní křídy).

## Druhy
- štěnice domácí/štěnice postelní (Cimex lectularius)
- štěnice tropická (Cimex hemipterus)
- Cimex pilosellus (parazituje na netopýrech)
- štěnice netopýří (Cimex pipistrelli)